# Alexandru Borza

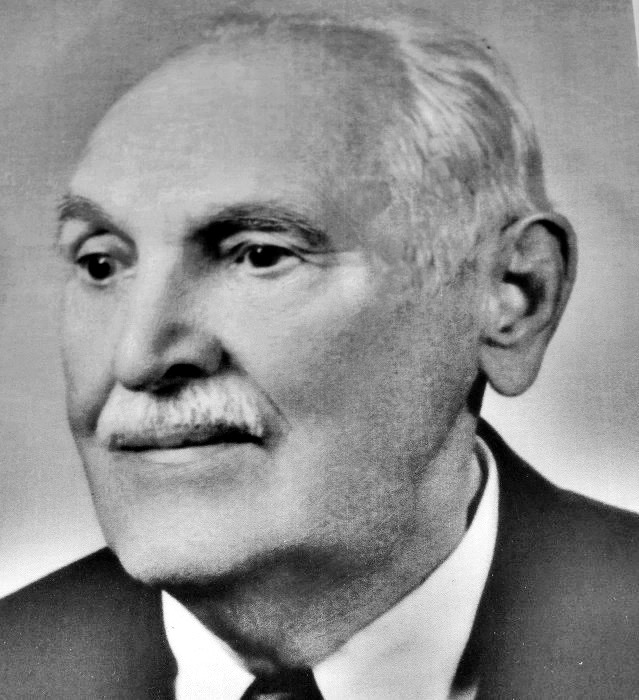
Alexandru Borza

Alexandru Borza (* 21. Mai 1887 in Alba Iulia; † 3. September 1971 in Cluj-Napoca (Klausenburg, Kolozsvár)) war ein siebenbürgischer, österreich-ungarischer, später rumänischer Botaniker und Pflanzenforscher. Sein offizielles botanisches Autorenkürzel lautet „Borza“.

## Leben
Borza studierte mit Hilfe eines Stipendiums der Griechisch-Katholischen Kirche in Budapest und Breslau Theologie und Naturkunde. Zuerst unterrichtete er in Blaj und lehrte ab 1918 in Cluj-Napoca an der Universität.
Im Jahr 1923 richtete er in Cluj-Napoca einen Botanischen Garten ein. 1935 wurde auf seine Initiative hin der erste Naturpark von Rumänien, der Nationalpark Retezat, gegründet.

## Ehrungen
Der Botanische Garten von Cluj-Napoca wurde 1990 nach ihm benannt.

## Publikationen
- Flora și vegetația Văii Sebeșului, Editura Academiei, Bukarest 1959.
- Nicolae Boscaiu: Introducere în studiul covorului vegetal, Editura Academiei, Bukarest 1965.
- Dicționar etnobotanic, Editura Academiei, Bukarest 1968.
- Amintirile turistice ale unui naturalist călător pe trei continente, Editura Sport-Turism, Bukarest 1987.